# Dinarmoides
Dinarmoides is een geslacht van vliesvleugeligen uit de familie Pteromalidae. De wetenschappelijke naam van dit geslacht is voor het eerst geldig gepubliceerd in 1924 door Masi.

## Soorten
Het geslacht Dinarmoides is monotypisch en omvat slechts de volgende soort:
- Dinarmoides spilopterus Masi, 1924